# يوهان بيرثيلسن
يوهان بيرثيلسن (بالإنجليزية: Johann Berthelsen؛ بالدنماركية: Johann Berthelsen) هو رسام دنماركي وأمريكي، ولد في 25 يوليو 1883 في كوبنهاغن في الدنمارك، وتوفي في 3 أبريل 1972 في غرينيتش في الولايات المتحدة.